# عضلة رافعة للكتف
العضلة الرافعة للكتف هي عضلة هيكلية تقع في مؤخرة العنق وجانبه. كما يوحي الاسم اللاتيني فإن وظيفتها الرئيسية هي رفع لوح الكتف .

## البنية
إن العضلة رافعة الكتف تنشأ من الحديبة الخلفية للنواتئ المستعرضة للفقرات العنقية من الإولى إلى الرابعة. ترتكز العضلة في الحافة الإنسية للكتف الممتدة من الزاوية العليا للكتف إلى تقاطع شوكة الكتف مع الحافة الإنسية للكتف.
قد تتوضع العضلة رافعة الكتف بشكل أعمق من العضلة لقصبة الترقوية الخشائية في منشأها، وبشكل أعمق أو مجاور للعضلة طحالية الرأس في منشأها وقسمها المتوسط، وعميقًا بالنسبة إلى العضلة شبه المنحرفة في الجزء السفلي منها.

### علاقات العضلة رافعة الكتف
إن العضلة رافعة الكتف هي إحدى العضلات الموجودة داخل أرضية المثلث الخلفي للعنق، وإن الجزء العلوي من العضلة رافعة الكتف مغطاة بالعضلة القصية الترقوية الخشائية والجزء السفلي منها مغطى بواسطة العضلة شبه المنحرفة. يحدها من الأمام العضلة الأخمعية المتوسطة ويحدها من الخلف العضلة طحالية العنق. يعبر العصب الشوكي الإضافي النخاعي (الحادي عشر) إلى الوحشي من الجزء الأوسط للعضلة رافعة الكتف ويمكن أن يتوضع العصب الكتفي الظهري بشكل أعمق من العضلة رافعة الكتف أو يمر عبرها.

### التباينات التشريحية
يختلف عدد الارتكازات الخاصة بالعضلة رافعة الكتف؛ قد تمتد هذه العضلة لتصل إلى العظم القذالي أو الناتئ الخشائي، وقد تمتد لتصل إلى العضلة شبه المنحرفة والعضلات الأخمعية أو العضلة المنشارية الأمامية أو إلى الضلع الأول أو الثاني. يمكن تقسيم العضلة إلى عدة أجزاء متميزة من منشأها إلى إرتكازها. إن العضلة رافعة الكتف الممتدة من النواتئ الشوكية المعترضة التابعة للفقرات الرقبية العلوية الأولى والثانية إلى النهاية الخاردية لعظم الترقوة تتوافق مع العضلة رافعة الكتف الموجودة لدى الحيوانات السفلية. يمكن أن نجد اتحاد أكثر أو أقل مع العضلة المنشارية الأمامية.

### تعصيب العضلة رافعة الكتف
يتم تزويد العضلة رافعة الكتف بفرعين أو ثلاثة من الأعصاب الشوكية الرقبية الثالث والرابع وغالبًا من خلال فرع من العصب الكتفي الظهري.

### التروية الدموية للعضلة رافعة الكتف
يتم تزويد التروية الدموية للعضلة رافعة الكتف بواسطة الشريان الكتفي الظهري. عادة يكون لهذا الشريان فرع صغير يمر إلى الوحشي من الحفرة فوق شوكة الكتف ويغذي هذا الفرع في ثلث الحالات العضلة رافعة الكتف. إذا نشأ الشريان الكتفي الظهري من الشريان الرقبي المستعرض فإن الشريان الرقبي المستعرض الأصلي ينقسم إلى فرعين بحيث يمر الشريان الكتفي الظهري أنسيا بينما يمر الشريان الرقبي المستعرض وحشيا.

## وظيفة العضلة رافعة الكتف
عندما يتم تثبيت العمود الفقري فإن العضلة رافعة الكتف تقوم برفع لوح الكتف وتدوير الزاوية السفلية لعظم الكتف نحو الأنسي. غالبًا ما تعمل العضلة رافعة الكتف بالتعاون مع عضلات أخرى مثل العضلات المعينية الصغيرة والكبيرة والعضلات الصدروية الصغيرة لتحقيق وظيفة الدوران السفلي للوح الكتف.
قد يتطلب رفع أو تدوير كتف واحد في كل مرة استخدام عضلات أخرى لتثبيت العمود الفقري الرقبي وإبقائه ثابتًا حتى لا ينثني أو يدور. إن رفع لوحي الكتف معا مرة واحدة بكميات متساوية من قوة الجذب على كلا الجانبين للمناشئ الشوكية الرقبية سوف تعاكس هذه القوى. يمكن منع دوران لوح الكتف نحو الأسفل من خلال التقلص المشترك للعضلات الأخرى التي ترفع العمود الفقري والألياف العلوية للعضلة شبه المنحرفة وهي عبارة عن عضلة مدورة للوح الكتف نحو الأعلى.
عندما يتم تثبيت الكتف تقوم العضلة رافعة الكتف بتدوير لوح الرافع إلى نفس الجانب وتثني العمود الفقري الرقبي نحو الوحشي. عندما يتم تثبيت كلا الكتفين فإن التقلص المتزامن لكلا العضلتين رافعة الكتف اليمنى واليسرى بكميات متساوية من القوة لن ينتج انثناءًا جانبيًا أو دورانًا وإنما يمكن أن ينتج عنه انثناءًا مستقيمًا أو تمددًا للعمود الفقري الرقبي.

## العضلة رافعة الكتف لدى حيوانات أخرى
يمكن تصنيف عضلات الكتف إلى ثلاث وحدات طبوغرافية: المجموعات الكتفية العضدية والمجموعات المحورية العضدية والمجموعات المحورية القطبية. تشكل العضلة رافعة الكتف جزءًا من المجموعة الأخيرة جنبًا إلى جنب مع العضلة المعينية الكبيرة والعضلة المعينية الصغيرة والعضلة المنشارية الأمامية والعضلة شبه المنحرفة. لقد تطورت العضلة شبه المنحرفة بشكل منفصل لكن العضلات الثلاثة الأخرى في هذه المجموعة تطورت من أول ثمانية أو عشرة أضلاع والنواتئ المستعرضة للفقرات الرقبية (متماثلة مع الأضلاع). شكلت العضلة المنشارية الأمامية الوحدة القاعدية لهذه العضلات الثلاثة. في الرئيسيات العليا تطورت هذه العضلة إلى عضلتين منفصلتين - هما العضلة المنشارية الأمامية والعضلة رافعة الكتف - عن طريق تركيز الألياف القريبة والبعيدة والتقليل التدريجي للألياف المتوسطة. أصبحت الألياف المعنية بالإزاحة القحفية للكتف هي العضلة رافعة الكتف.

## صور إضافية

موقع العضلة الرافعة للكتف.
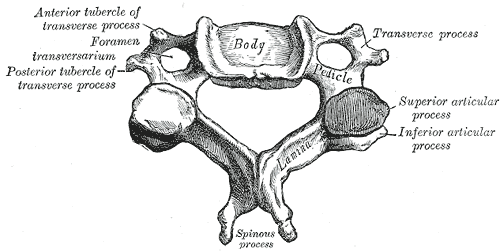
فقرة رقبية
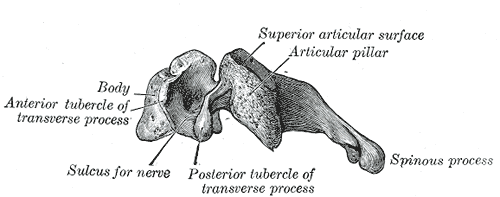
منظر جانبي للفقرة الرقبية النموذجية
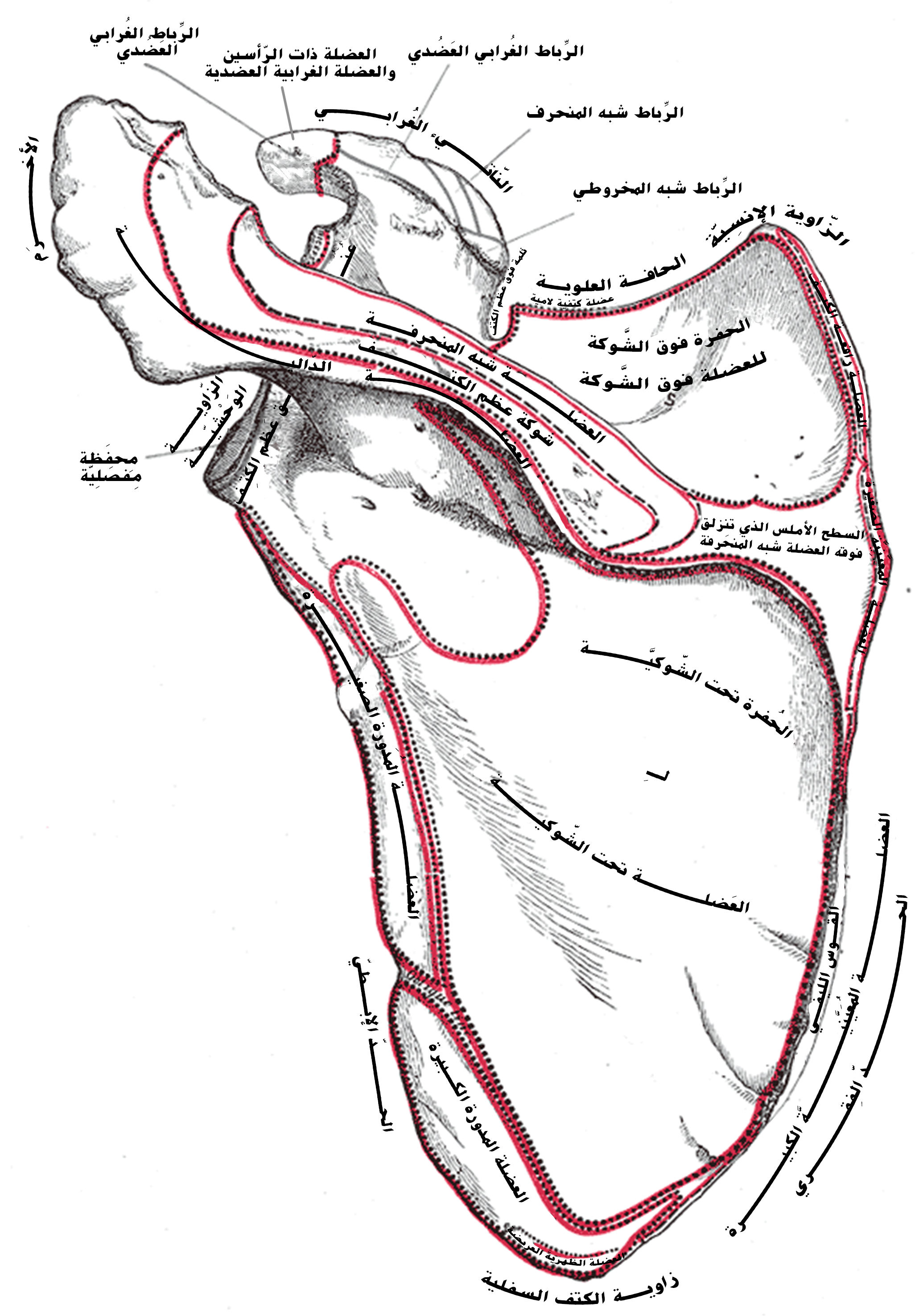
السطح الظهري للكتف الأيسر
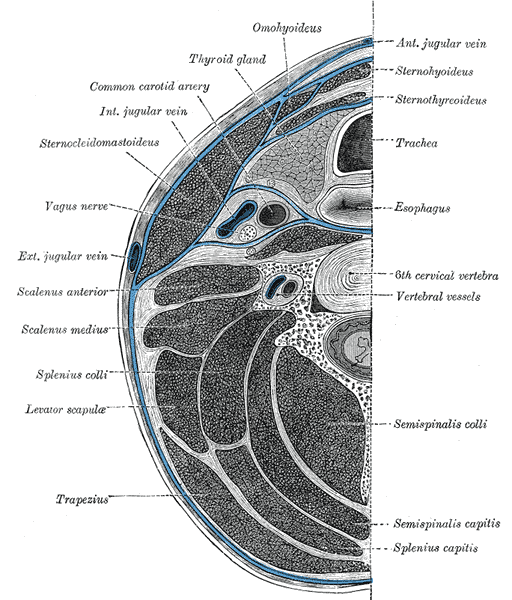
مقطع في العنق بمستوى الفقرة الرقبية السادسة.
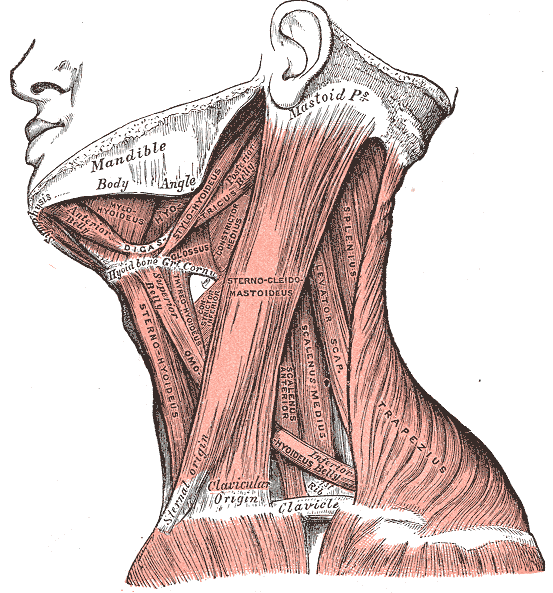
منظر جانبي لعضلات العنق.
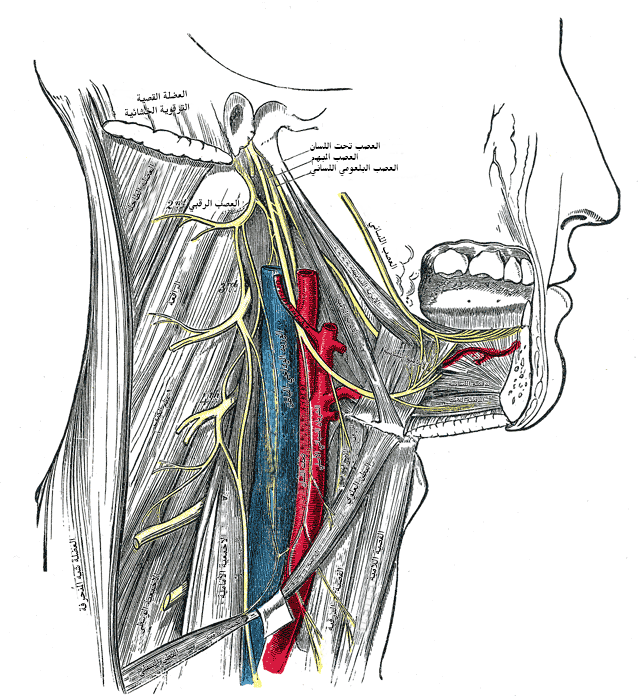
العصب تحت اللسان والضفيرة الرقبية وفروعها.
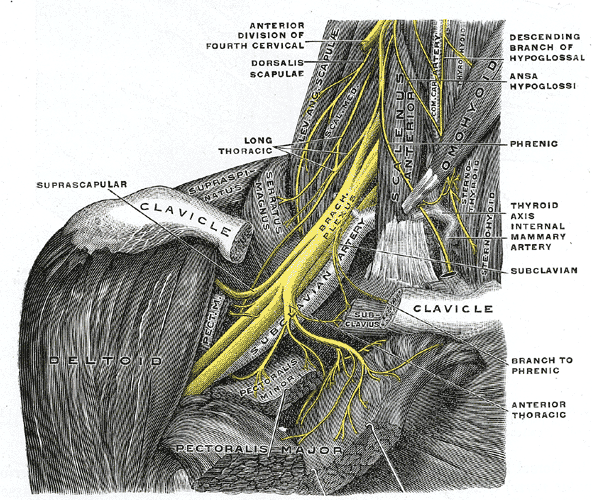
الضفيرة العضدية اليمنى بفروعها القصيرة كما تشاهد من الأمام.
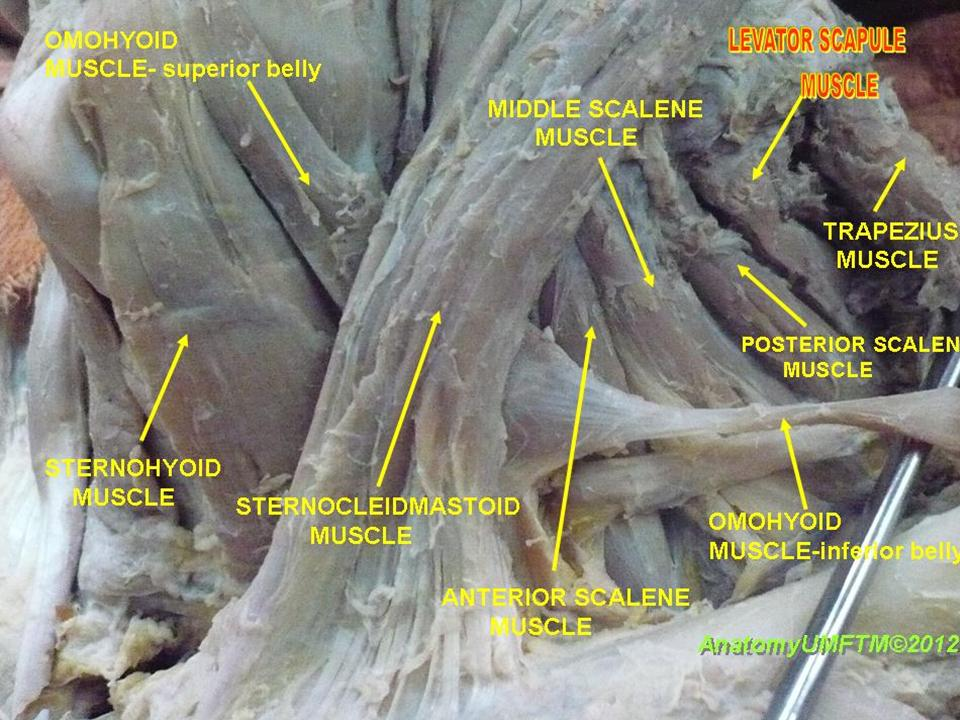
العضلة الرافعة للكتف
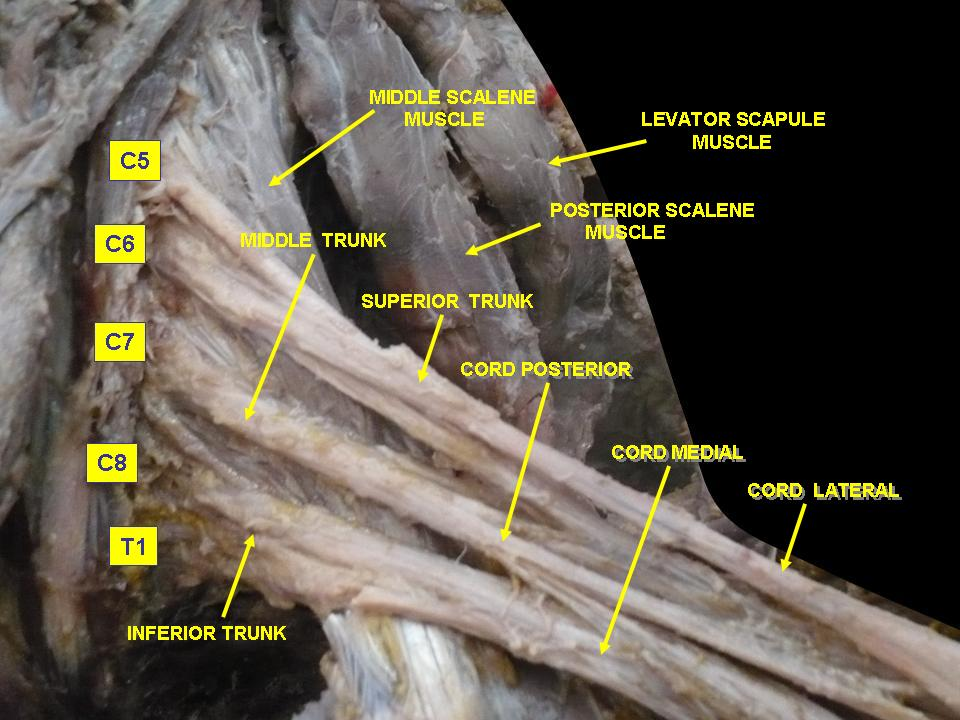
التشريح العميق للضفيرة العضدية.
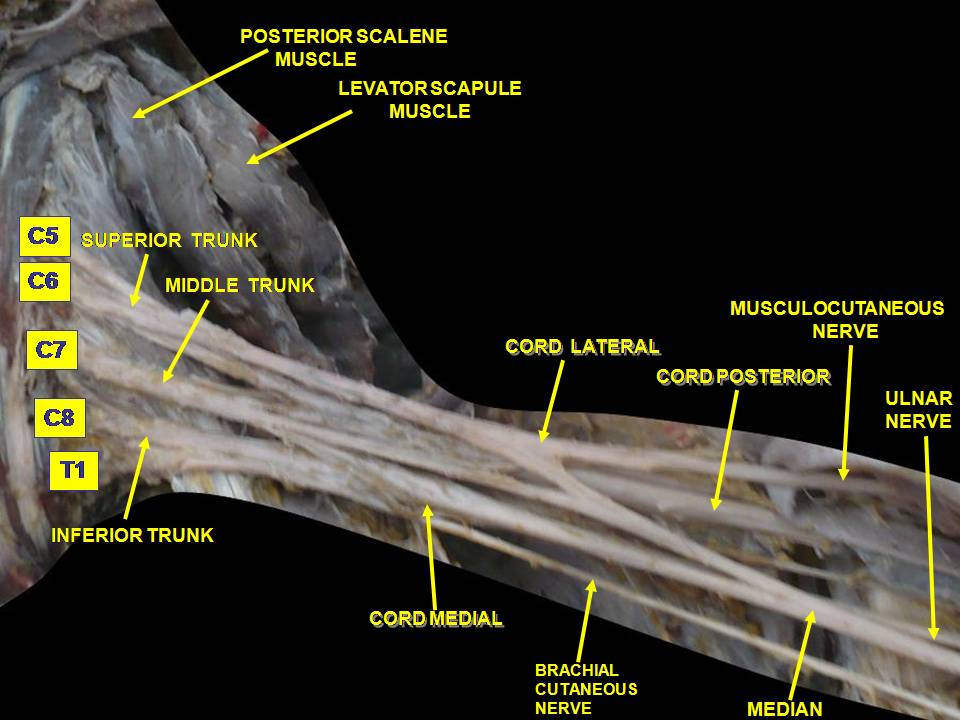
شريح عميق للضفيرة العضدية. عرض أمامي جانبي.